# Kilberry Castle
Kilberry Castle war eine Burg unmittelbar westlich des Dorfes Kilberry an der Westküste des Bezirks Knapdale in der schottischen Council Area Argyll and Bute.

## Geschichte
Das Tower House mit L-förmigem Grundriss ließ eine Seitenlinie des Clan Campbell 1497 errichten. Bereits 1513 wurde es von einem englischen Piraten zerstört. Die Ruinen wurden in ein heute noch erhaltenes Landhaus integriert, das John Campbell 1844 bauen ließ. 1871 wurde das Landhaus erweitert.

## Steine

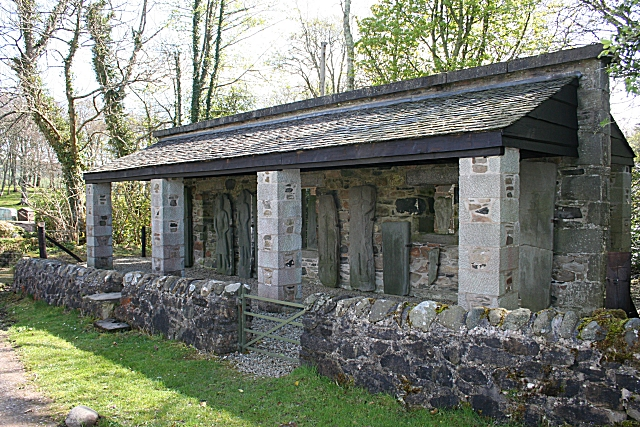
Unterstand mit behauenen Steinen bei Kilberry Castle

Eine Gruppe behauener Steine in der Obhut von Historic Scotland sind in einem extra für diesen Zweck erbauten Unterstand auf dem Burggelände aufgestellt. Die Steine, zu denen auch Kreuzsteine und mittelalterliche Grabplatten gehören, kamen ursprünglich aus der mittelalterlichen Pfarrkirche des Ortes, die im 17. Jahrhundert zerstört wurde.